# Космос-9
Космос-9 је један од преко 2400 совјетских вјештачких сателита лансираних у оквиру програма Космос.
Космос-9 је лансиран са космодрома Тјуратам, Бајконур, СССР, 27. септембра 1962. Ракета-носач Р-7 Семјорка (рус. Семёрка) (8К71, НАТО ознака SS-6 Sapwood) са додатим степеном је поставила сателит у орбиту око планете Земље. Маса сателита при лансирању је износила 4600 килограма. Космос-9 је био војни сателит.